# حسن كوجك
الشَّيْخُ حَسَن بْنُ تَيْمُورتَاشَ بْنِ چُوْپَانَ السُّلْدُوزِيُّ المَغُولِيُّ (بالفارسيَّة: شَیخ حَسَن بن تیمُورتَاش بن چُوپان سُلدوزی مَغولی، وبالأذريَّة: Şeyx Həsən Sulduz və ya Kiçik Həsən) (ق. 717هـ - 27 رجب 744هـ المُوافق فيه ق. 1319م - 15 كانون الأوَّل (ديسمبر) 1343م) الشَّهير اختصارًا بِـ«حسن كوچك» أو «حسن الأصغر» أو «الشيخ حسن الچوپاني»، هو من أكابر أُمراء الإلخانات ومؤسِّس الدولة الچوپانيَّة التي حكمت أذربيجان وأردهان وأجزاء من البلاد التُركيَّة المُعاصرة وإيران والعراق، إلى أن انقضى أجلُها مع استيلاء الجلائريين على تبريز العاصمة الچوپانيَّة في مُنتصف القرن الرَّابع عشر.

## انظُر أيضًا
- حسن بزرك
- الدولة الجوبانية
- الملك الأشرف